# Ermengarda de Carcassona
Ermengarda de Carcassona († 1099), vescomtessa de Carcassona, de Besiers i d'Agde, filla del comte Pere II de Carcassona i de Raingarda de la Marca.
Es casà amb Ramon Bernat Trencavell († 1074), vescomte d'Albi i de Nimes, matrimoni que donà origen a la casa dels Trencavell i del qual nasqué:
- Bernat Ató IV Trencavell († 1129), vescomte de Carcassona, de Besiers, d'Albi, de Nimes i d'Agde.

El 1067, a la mort de son germà, el comte Ramon I de Carcassona, Ermengarda es disputa la successió del comtat amb el comte de Foix Roger II, un cosí en la línia masculina. La lluita s'allarga durant anys, ja que els sobirans, els comtes Ramon Berenguer I, Ramon Berenguer II i Ramon Berenguer III de Barcelona, successivament, també tenen pretensions sobre la ciutat i proven d'emparar-se'n en més d'una ocasió. Ermengarda no és reconeguda vescomtessa fins al 1082 i compartirà el govern amb el seu fill Bernat Ató.